# カッコウの呼び声
『カッコウの呼び声』（The Cuckoo's Calling）は、J・K・ローリングによる2013年の推理小説であり、ロバート・ガルブレイス名義で出版された。『私立探偵コーモラン・ストライク』シリーズの第一作目であり、2014年に『カイコの紡ぐ夢』、2015年に Career of Evil 、2018年には Lethal White が続いている。

## プロット
障害を抱えたアフガニスタン紛争の退役軍人であり、苦戦している私立探偵のコーモラン・ストライクは、ストライクの幼少期の同級生、チャーリーの養兄弟であるジョン・ブリストウの訪問を受ける。ブリストウは、チャーリーの死後に両親の養子となったスーパーモデルの妹ルーラ・ランドリーの3ヶ月前の死は飛び降り自殺したのではないと考えており、ストライクにさらなる調査を依頼した。最初は納得できなかったが、ストライクは金が必要なために事件を引き受ける。捜査を始めたストライクは、派遣会社から秘書を任されたロビン・エラコットと出会い、資金がないにもかかわらず一週間だけ彼女を雇うことになる。長年の恋人マシューと婚約したばかりのロビンは、ストライクが予想していた以上に有能であることが判明し、彼女の契約を延長することになる。
二人はルーラの友人や家族、彼女の専属運転手、メイフェアのアパートのドアマン、彼女を「カッコウ」と呼んでいたファッションデザイナーに話を聞くことから始めた。ルーラのことを思い出すたびに、ストライクは次第にルーラの死の状況が当初の想像よりも陰鬱なものとの疑いを深めて行く。そして、ルーラの階下の住人、タンジー・ベスティギに話を聞いた後、彼の疑念は確信に変わっていく。
フラットの三重窓からは言い争う声が聞こえなかったことが明らかだったため、当初タンジーの発言を却下していたが、彼女の話の一部が真実であると結論付けた。彼女は口論を聞き、ルーラが倒れて死ぬのを見たが、タンジーは喧嘩が起こったときに外に立っていたことを警察に知らせなかった。タンジーは、コカインの使用をめぐって激しい口論になった後、夫に追い出されたことを明かし、見たことを話した後、自分の話を変えるように脅されていたことを明かします。
その後まもなく、ルーラの友人ロシェルがストライクとの会合を終えた数時間後に遺体で発見される。ストライクはロシェルが犯人と接触していたと確信し、後に生前に自分の生物学的ルーツの調査に興味を持っていたルーラが、養母の死に際に相続することになっていた1000万ポンドのために殺害されたと推理する。
ストライクはこの後に彼のオフィスでブリストウと会い、彼がルーラとロシェル、そして自転車で採石場に突っ込んで死んだと誰もが信じていたチャーリーを殺したのは自分の責任だと明かされる。ブリストウは、ルーラが実の兄であるジョナの居場所を突き止めたことに激怒し、成功した彼女を妬んでいた。
自分の立場を確保すると言うチャーリーを殺したのと同じ理由でルーラを殺害し、ストライクを利用してジョナに罪を着せようとしたのだった。ストライクは、ルーラが自分の財産をジョナに残し、ブリストウ家を完全に切り離した遺言書を作ったことを説明し、ブリストウはそれを疑っていた。ブリストウは、ジョナをハメる計画を立て、ジョナが遺産を相続できなくなるようにし、ストライクとチャーリーの友情を利用して最終目的を達成した。捕まったことに気付いたブリストウは、ロビンがオフィスに入ってからストライクを突き刺そうとする。
その後、ロビンは正社員と思われる仕事に就くために退職の準備をしていたが、ストライクから別れのプレゼントとして、捜査中に試着したドレスを渡される。彼女に支払うことができず、彼女に対する彼のロマンチックな感情を抑えることができないにもかかわらず、ストライクは彼女に留まるように説得します。

## キャラクター

### 主な登場人物
- コーモラン・ストライクは苦労している私立探偵。依頼人は少なく、多額の借金を抱え、最近の別れ話の結果、デンマーク通りのオフィスで寝泊まりすることを余儀なくされている。彼はアフガニスタン紛争で足を失った。
- ロビン・エラコットはストライクの臨時秘書。ヨークシャーから恋人と引っ越してきたばかりの彼女は、小説が始まる前夜に婚約してした。彼女は探偵業に情熱を燃やしており、とても知的で有能で機知に富んでいる。物語が展開していく中で、彼女はいくつもの驚くべき才能を発揮していく。
- 小説の3ヶ月前に転落死したモデルのルーラ・ランドリー（タルラ・ブリストウ）。ストライクの捜査対象はルーラの死因を突き止めることである。
- ジョン・ブリストウはストライクの依頼人であり、ルーラの養兄弟。
- チャーリー・ブリストウはジョン・ブリストウの弟であり、ストライクの少年時代の友人。チャーリーは9歳か10歳くらいの時に 採石場に落ちて死んでいる。 チャーリーはルーラ・ランドリー（ブリストウ）より6歳ほど年上だった。
- アリソン・クレスウェルはジョン・ブリストウと関係を持っている。彼女はトニー・ランドリーとシプリアン・メイの法律事務所で秘書として働いている。
- トニー・ランドリーはルーラとジョンの母方の叔父。彼はルーラのライフスタイルに不満を抱き、最初にルーラとの養子縁組に異議を唱えた。姉との関係は良好ではない。
- レディ・イベット・ブリストウはルーラとジョンの養母。彼女は小説の中で末期的な病気を患っており、ルーラとの関係はぎくしゃくしていた。
- アレック・ブリストウ卿はレディブリストウの亡くなった夫である。彼は自身の電子機器会社、アルブリスを設立した。アレック卿は不妊症で、自分の子供を持つことはできなかった。彼とレディ・ブリストウはジョン、チャーリー、ルーラの3人の子供を養子にした。ルーラはチャーリーの死後まもなく4歳のときに養子になった。アレック卿は心臓発作で急死した。
- シプリアン・メイはジョン・ブリストウが勤務する法律事務所のシニア・パートナー。
- アーシュラ・メイ（チリンガム）はタンジー・ベスティギの姉であり、シプリアン・メイの妻。

### ルーラの社交的サークル
- エヴァン・ダフィールドはルーラのオフのボーイフレンドで 薬物問題を抱えていたことが記録されている俳優。ルーラが死亡した時、メディアでは彼が最初の容疑者とされていたが、アリバイの目撃者が多数いる。彼はルーラの死の前に口論していた。
- ロシェル・オニファードはルーラのホームレスの友人で、彼女は10代の頃から外来診療所で知り合っていた。
- ギイ・ソメ（オウス）はファッションデザイナーで、ルーラと親しい（プラトニックな関係ではあるが）関係にあった。彼女のことを「カッコウ」と呼んでいる。彼女の死に至るまでの週に東京にいた、鋭い性格の証人である。
- ディービー・マックはアメリカ人のラッパーで、彼女の死の夜にケンティガーン・ガーデンズのルーラの下のアパートに滞在することになっていた。
- キーラン・コロヴァス＝ジョーンズは俳優としての名声の熱望するルーラの専属運転手。
- シアラ・ポーターはモデルであり、ルーラの友人でもある。
- フレディ・ベスティギは映画プロデューサーでルーラの隣人。連絡を取るのが難しく、気難しく罵倒することで知られている。妻のタンジーとは離婚の危機に瀕している。
- タンジー・ベスティギ（チリンガム）はフレディの妻であり、ルーラが死んだ夜の出来事の一部を耳にしたと主張する重要な目撃者である。彼女の信憑性は警察にとっても問題であり、当初はストライクにとっても問題であった。彼女はアーシュラ・メイの姉妹である。
- ブライオニー・ラドフォードはルーラの専属メイクアップアーティストであり、ルーラの死の日に出会った人物の一人。

### ルーラの生物学的家族
- マーリーン・ヒグソンはルーラの実母。彼女は機会あるごとにマスコミに自分の話を売り込み、ルーラの養子家庭よりもはるかに貧しい状況で暮らしている。ルーラを産んだ後に2人の息子がいたが、ルーラはマーリーンが探すのを手伝おうとはしなかった。2人とも福祉サービスに引き取られていた。
- ルーラの実父であるジョセフ・'ジョー'・アギマン博士。彼は学生時代にマーリーン・ヒグソンと出会った。後に学者となり アフリカとガーナの政治を専門とした 彼は小説の事件の5年前に亡くなっている。
- ジョナ・アギマンはルーラの実の異母兄弟で、アフガニスタンでイギリス軍に従軍していた。

### コーモランとロビンの友人や家族
- ルーシー・ストライクはコーモラン・ストライクの異母妹で、小説中に息子の誕生日パーティーに出席している。ストライクは彼女を批判的であり、郊外の安定への欲求を切望していると表現している。彼らの関係はしばしば緊張しているが、彼は他のほとんど誰よりも彼女を愛していることを認めている。
- ジョニー・ロークビーはストライクの有名なポップスターの父親で、彼の生涯で2回だけ彼の息子に会ったことがある。
- レダ・ストライクはジョニー・ロークビーの「スーパーグループ」であるストライクの母親。常習的な薬物使用者であったが、ストライクが20歳の時にヘロインの過剰摂取（それまで使用していなかった薬物）で死亡している。ストライクに同意する人はほとんどいないが、継父が彼女の死と関係があると常に疑っていた。
- シャーロット・キャンベルはストライクの長年の婚約者であり、金持ちで気立てのいい女である。
- マシュー・カンリフはロビンの婚約者で、会計士として働いている。最初に胡乱な人物見なしたストライクとロビンが一緒に働くことを受け入れていない。小説の冒頭でロビンにプロポーズする。彼は身長が高く、「普通のイケメン」と表現されている。

## 開発

### 背景
長年にわたって、ローリングはしばしば犯罪小説を書くことについて話していた。2007年、エディンバラ・ブック・フェスティバルの期間中、作家のイアン・ランキンは妻がローリングがカフェで探偵小説を「走り書きしている」のを目撃したと主張した。ランキンは後にその話を撤回し、それは冗談だと主張した。2012年にガーディアン紙がローリングの次の本は犯罪小説になるのではないかと推測したことから、この噂は続いている。

### 出版
BBCは、ローリングが匿名で出版社に原稿を送り、オリオンブックスを含む少なくとも1つの出版社がそれを断ったと報じている。最終的に、ローリングが前作『カジュアル・ヴァカンシー』（2012年）で一緒に仕事をしていたリトル、ブラウン＆カンパニー内の出版レーベル、スフィア・ブックスに受け入れられた。

### 識別
2013年7月13日のサンデー・タイムズ紙は、「軍隊と民間のセキュリティ業界での経歴を持つ」初著作の作家がどのようにしてこのような自信に満ちたデビュー作を書けるのかを調査し、ローリングが作者であることを明らかにした。サンデー・タイムズ紙は、オックスフォード大学のピーター・ミリカン教授とピッツバーグのデュケイン大学のパトリック・ジュオラ教授の協力を得て、彼らのソフトウェアプログラムを使って、この小説や他のローリングの作品を複数分析し、他の作家の作品と比較を行った。しかし後に、ローリングの下で働いていたラッセルズ法律事務所の弁護士の妻の友人が、ローリングの著作権をツイッターを通じてサンデー・タイムズの記者にリークしたと報じられた。同社はその後謝罪し、ローリングが起こした訴訟の結果として、兵士のための慈善団体に「多額の慈善寄付」をおこなった。
著者であることが明らかになった後、ローリングはしばらくの間は匿名のままでいたかったと述べている。「ロバート・ガルブレイスであることは、とても解放的な経験でした... 誇大広告や期待をせずに出版することは素晴らしいことであり、別の名前でフィードバックを得ることは純粋な喜びです」と述べている。

## エディション
英国初版の初版は少なくとも1,500部に達し、表紙にはヴァル・マクダーミドの名言が、裏表紙にはマーク・ビリンガムとアレックス・グレイの名言が引用されている。3人とも犯罪小説家仲間で、ガルブレイスの正体を知らされていたことを否定している。この本のダストジャケットには「ロバート・ガルブレイス」は偽名であると書かれていたが、英国憲兵隊に所属していた頃のガルブレイスの伝記の詳細を見ると、ジョン・ル・カレのように、政府関係者の身分を守るために偽名が使われていたのではないかと匂わせている。
著作権のページにはプリンターズキーはなく、単に「First published in Great Britain in 2013 by Sphere」と記されている。最初の英国版の2部目の印刷物の著作権ページにも番号行はありませんが、 上記の「最初に公開された」行には、「2013年2回再版」を示す2行目があります。英国版の第1版第2刷の著作権ページにもプリンターズキーはなく、上記の引用された'最初に発行された'行に加えて、'Reprinted 2013 (twice)'と記載された2番目の行が追加されている。（トレードペーパーバックエディションとハードカバーは同じ刷り込みページを共有し、このページには再版の数がリストされます。再版があるたびに更新される。この場合、トレードペーパーバックはハードバックの前に再版されます。）再版には、追加の引用を含む修正された裏表紙も含まれているが、修正された内側のフラップは、ローリングの著者であることが認められている。

## 販売と評価
2013年4月の発売以来、この本の著者の正体がローリングであると明らかになる前は、印刷された本の販売部数は1,500部であった。2013年7月14日にローリングが「ロバート・ガルブレイス」というペンネームで執筆したことが明らかになってから、この本はAmazonで4,709位からベストセラー小説に急上昇した。初版のサイン入りコピーは4,000～6,000ドルで売られている。
この本は、評論家からほぼ普遍的な賞賛を受けた。レビューのほとんどはローリングが著者として知られるようになってからのことだが、初期の反応はおおむね褒め言葉のようなものだった。著者の正体が明らかになった後、アイリッシュ・タイムズ紙のデクラン・バークは非常に肯定的なレビューを行い、特に「ロンドンの下品な富裕層の迷宮を巻き込む満足のいく複雑なプロット」とその特徴付けを楽しんでおり、「今年の最も確実で魅力的なデビュー犯罪小説の一つである」と評価している。チャールズ・フィンチは、USAトゥデイ紙に「その広い筆致と、今回のような何十もの知覚の妙味の両方において、『カッコウの呼び声』は、すべての偉大なフィクションが、たとえそれが私たちの日常の世界に関係しているだけであっても、独自の魔法のようなものを持っていることを示している」と書いている。スレート誌のケイティ・ウォルドマンもまた、この本に好意的に反応し、そのナレーションとキャラクターを称賛し、この本とハリー・ポッターシリーズとの類似点を描いている。
プレイン・ディーラー紙でローラ-デマルコは、ローリングを「キャストが完全に肉付けされている」と称賛し、「ルーラは物語が始まる数ヶ月前に殺されているにもかかわらず、多くの架空の犯罪被害者がそうでないように、生身の女性として生き生きとしているのは、ローリングの巧みな人間性をキャラクターに吹き込む方法の証です」と述べている。パブリッシャーズ・ウィークリー誌とニューヨーク・タイムズ紙のミチコ・カクタニも同意見で、後者は「ストライクと彼の現在のアシスタントであるロビン（バットマンにはロビンを、ニックにはノラを、ブロムクヴィストにはサランダーを演じている）はチームになった」と述べている。もう一つの肯定的なレビューは、ハフィントン・ポストから来ており、デビッド・クドラーはこの本を「"すでに死んでしまったジャンルを復活させる素晴らしい仕事をしている張りのある、よく書かれたミステリー」と賞賛したが、犯罪の背後にある心理学には「少し伸びしろがある」と考えている。ヒンドゥスタン・タイムズ紙もこの本を楽しみ、「読者の興味を引くキャラクターが登場する面白いストーリー」と呼んでいるが、描かれた結末はは「あまりにも奇妙すぎる」と指摘した。ジェイク・カーリッジは、デイリー・テレグラフ紙のレビューで、この書籍を5つ星の4つを与え、この小説を「昔ながらの美徳に満ちた鋭く現代的な小説です。構造の点で改善の余地はありますが、すばらしい新鮮で面白い」とまとめた。
エンターテイメント・ウィークリーのトムガイアーは、この本に「B+」を与え、「現代の雰囲気とFワードがちりばめられているにもかかわらず、『カッコウの呼び声』は明らかに昔ながらです。ストライクがアガサ-クリスティのストレートアウトのクライマックスで殺人者の告白を引き出す前に、ローリングは、赤ニシンの寿司の盛り合わせを提供し、道に沿って手がかりを振りかける」と述べている。ロンドン・イヴニング・スタンダード紙は、その風刺的なトーンと古典的なプロットを称賛する一方で、「ローリングが自分のものにしてしまった、非常に不器用で、過剰に描写されたスタイル」を批判して、混合したレビューを与えた。否定的なレビューは、NPRのモーリーン・コリゲンが書いたもので、「英国の探偵小説の「メイヘム・パーヴァ」のスタイル」であり、キャラクターが弱いことで非難して、「『カッコウの呼び声』で最も興味をそそられる未解決の謎は、なぜ、ローリングはこのリスベット・サランデル以降の時代でに、このようなおとなしい時代錯誤の女性的な行動を女性のメインキャラクターにさせるのだろうかと言うことです」と書いている。

### 賞と栄誉
- 2013年ロサンゼルス・タイムズ図書賞（ミステリー／スリラー）受賞[29]。

## 続編
ローリングは自身のウェブサイトに公開された声明で、「シリーズを書き続けるつもり」であり、ペンネームで書くことをることを確認した。2014年2月17日には、続編のタイトル『カイコの紡ぐ夢』 (The Silkworm）と出版日が6月19日であることが発表された。ストライクと助手のロビン・エラコットが、破損した原稿を所持していた作家オーウェン・クインの失踪事件を捜査するという内容である。2015年には続編の第2作 Career of Evil が発表された。2017年3月14日に続編第3弾 Lethal White のタイトルが発表され、この本は2018年9月18日に出版された。

## 他メディアへの展開

### テレビ
2014年12月10日、『カッコーの呼び声』から始まる小説がBBC One向けのテレビシリーズ『私立探偵ストライク』として映像化されることが発表された。ローリングは、自身の制作会社であるブロンテ・フィルム・アンド・テレビジョンを通じて、ニール・ブレア、ルース・ケンリー＝レッツとともに、このシリーズのエグゼクティブ・プロデュースを行う。3つの事件のドラマの脚本は『カッコウの呼び声』をベン・リチャーズが、トム・エッジが『カイコの紡ぐ夢』と Career of Evil（邦題サブタイトル『悪しき者たち』） を担当した。演出はマイケル・カイラーが『カッコウの呼び声』を、キエロン・ホークスが『カイコの紡ぐ夢』を、チャールズ・スタリッジが『悪しき者たち」を担当する。制作はジャッキー・ラーキン。
2016年9月、トム・バークが本作の映像化でコーモラン・ストライクを演じることが発表され、2016年11月には、ストライクの助手ロビン・エラコット役としてホリデイ・グレインジャーが出演することが発表された。
同シリーズは、ジョン・ブリストウ役のレオ・ビル、ルーラ・ランドリー役のエラリカ・ジョンソン、トニー・ランドリー役のマーティン・ショー、タンジー・ベスティグイ役のタラ・フィッツジェラルド、ロシェル・オニフェード役のテズリム・シニア＝サクトゥ、ニコ・コロバス＝ジョーンズ役のデヴィッド・エヴリーも出演しており、デリック・ウィルソン役のブライアン・ボベル、イヴェット・ブリストウ婦人役のサイアン・フィリップス、エヴァン・ダフィールド役のブロンソン・ウェブ、シアラ・ポーター役のアンバー・アンダーソン、ガイ・ソーメ役のカディフ・カーワン、マシュー・クンリフ役のカー・ローガン、エリック・ワードル警部補役のキリアン・スコットも出演している。